# Gardenia tannaensis
Gardenia tannaensis är en måreväxtart som beskrevs av André Guillaumin. Gardenia tannaensis ingår i släktet Gardenia och familjen måreväxter. Inga underarter finns listade i Catalogue of Life.